# Љетавска Лучка
Љетавска Лучка (слч. Lietavská Lúčka) насељено је мјесто са административним статусом сеоске општине (слч. obec) у округу Жилина, у Жилинском крају, Словачка Република.

## Становништво
| Година:    | 1994. | 2004.   | 2014.   | 2024.   |
| ---------- | ----- | ------- | ------- | ------- |
| Број људи: | 1791  | 1769    | 1774    | 1873    |
| Разлика:   |       | -1,22 % | +0,28 % | +5,58 % |

| Година:    | 2023. | 2024.   |
| ---------- | ----- | ------- |
| Број људи: | 1874  | 1873    |
| Разлика:   |       | -0,05 % |

Према подацима о броју становника из 2024. године насеље је имало 1873 становника.